# 茨城県道58号取手豊岡線
茨城県道58号取手豊岡線（いばらきけんどう58ごう とりでとよおかせん）は、茨城県取手市から常総市豊岡町までを結ぶ県道（主要地方道）である。

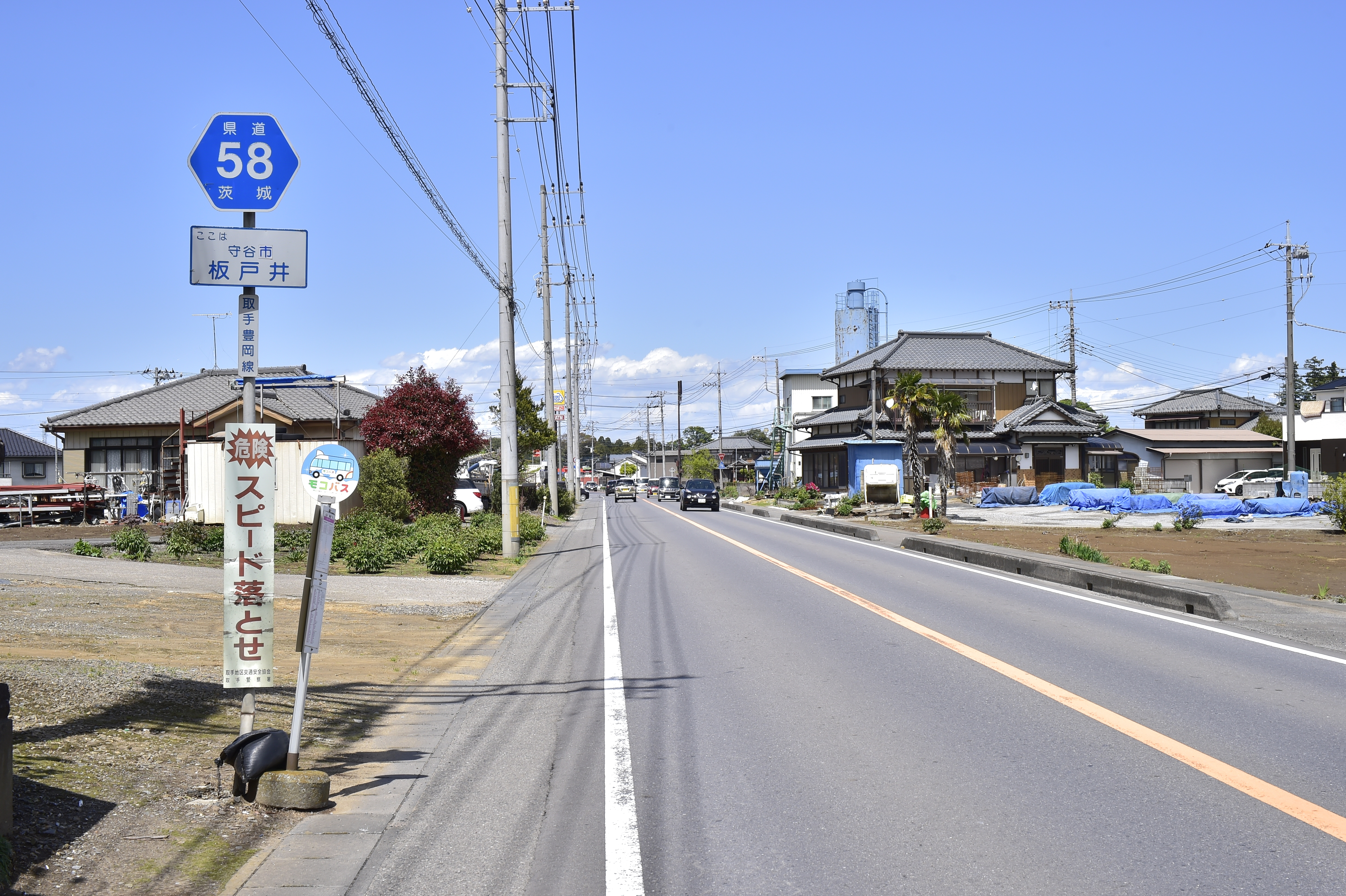
茨城県道58号取手豊岡線
守谷市板戸井（2021年4月）

## 概要
取手市白山三丁目の国道6号交点から常総市豊岡町の国道354号まで南北に結び、起点の取手市白山から取手市戸頭までの約5.9キロメートル (km) は国道294号と重複するため、単独区間は取手市戸頭から以北となる。全体的に緑の色濃い地域を通る道路である。もりや工業団地内を通過するバイパス道も整備されており、もりや工業団地と都市軸道路とを結ぶ。

### 路線データ
- 起点：取手市白山三丁目2841番4地先[1]（国道6号分岐＝国道294号入口交差点）
- 終点：常総市豊岡町丁2237番1地先[2]（水海道有料道路交点）
- 総延長：21.829 km[3]
- 重用延長：2.222 km[3]
- 未供用延長：なし[3]
- 実延長：19.607 km[3]
- 自動車交通不能区間延長[注釈 1]：なし[3]

## 歴史
1994年（平成6年）4月1日、それまでの一般県道藤代板戸井岩井線（整理番号151）の一部（守谷町大字守谷 - 水海道市菅生町）と一般県道菅生諏訪線（整理番号306）の一部（水海道市菅生町 - 同市豊岡町）を統合し、起点を取手市、終点を水海道市豊岡町とする新たな主要地方道として、取手豊岡線（整理番号74）が認定された。同時に県道藤代板戸井岩井線および、国道354号と一部重複していた県道菅生諏訪線も廃止された。翌1995年（平成7年）に整理番号58に変更され現在に至る。

### 年表
- 1959年（昭和34年）10月14日：前身にあたる県道菅生諏訪線（水海道市菅生町 - 同市諏訪町、図面対照番号250）が路線認定される[5]。
- 1993年（平成5年）5月11日：建設省から、県道藤代板戸井岩井線の一部・県道菅生諏訪線が取手豊岡線として主要地方道に指定される[6]。
- 1994年（平成6年）
  - 4月1日
    - 県道取手豊岡線（整理番号74）として県道路線認定[7]。
    - 道路の区域は、取手市白山三丁目国道6号分岐から水海道市豊岡町国道354号交点までに決定する[1]。

  - 4月10日：守谷町大字大柏（現道分岐） - 同町大字野木崎のバイパス道路の一部（約560 m）が開通する[8]。
- 1995年（平成7年）
  - 3月30日：整理番号74から現在の番号（整理番号58）に変更される[9]。
  - 6月12日：水海道市菅生町の菅生南交差点 - 原入口 - 菅生交差点間のルート（1.73 km）が、路線振替のため指定解除される[10]。
- 1996年（平成8年）
  - 1月25日：水海道市豊岡町地内（国道354号 - 水海道有料道路）の道路を新設する道路区域（1.213 km）が決定する[2]。
  - 6月20日：取手市戸頭（戸頭公園付近） - 守谷町大字高野（高野小学校付近）間のバイパスを新設する道路区域（2.0 km）が決定する[11]。
- 1997年（平成9年）8月7日：水海道市豊岡町地内（国道354号 - 水海道有料道路）の新道が開通する[12]。
- 2001年（平成13年）12月27日：水海道市坂手町 - 同市豊岡町（国道354号現道）のバイパス延伸する道路区域（962 m）が決定する[13]。
- 2017年（平成29年）11月24日：守谷市高野（荒野小学校前 - 老人ホーム七福神前）の旧道（401 m）が県道指定解除され、守谷市道に降格[14]。
- 2018年（平成30年）3月19日：守谷市板戸井地内の道路線形改良により、旧道3カ所（延べ507 m）の県道指定を解除[15]。
- 2024年（令和6年）10月25日：常総市坂手町（きぬ総合公園入口交差点） - 同市豊岡町（豊坂橋北交差点）のバイパス (1.2 km) が開通する[16][17]。

## 路線状況
基本は片側1車線（対向2車線）であるが、特に守谷市内の現道では住宅地の中などところどころセンターラインがなくなるところがあり、通行する際には注意が必要である。鬼怒川に架かる滝下橋は、幅員が狭小になるため大型車がすれ違うことができないことから、たびたび渋滞が発生している。
2014年9月8日、トレーラーが滝下橋のトラスを損傷するなどの事故を起こし車両通行止めとなる（自転車・歩行者は通行可）。その後9月24日13:00に普通車のみ暫定解放となる。
道路法の規定に基づき、以下の区間は緊急輸送道路として機能を維持するため、災害発生時の被害拡大防止を目的に道路用地内に新たに電柱を建てることが制限されている。
- 守谷市大柏（県道野田牛久線交差：大柏南交差点） - 同市大柏（守谷市道交差）[21]
- 常総市坂手町（常総市道交差） - 常総市豊岡町砂原（国道354号交差：貫通道路入口交差点）[21]
- 常総市菅生町（菅生南交差点） - 同（菅生交差点）[22]

下記区間は、車両制限令の規定に基づき、通行する車両の最大重量限度25トンの道路に指定されている。
- 水海道市菅生町 - 水海道市豊岡町（2001年3月1日指定）[23]。

また下記区間は、車両制限令の規定に基づき、通行する車両の高さの最高限度4.1メートル (m) の道路に指定されている。
- 水海道市菅生町 - 同市坂手町（2004年3月22日指定）[24]。
- 常総市坂手町（坂手工業団地入口交差点） - 同市豊岡町（貫通道路入口交差点）（2019年7月31日指定）[25]。
- 常総市豊岡町字谷原丙（国道354号交点） - 同市同町字細野丁（国道354号岩井水海道バイパス交点）（2020年4月1日指定）[26]。

さらに下記区間は、国際コンテナ車の重量・長さ上限を引き上げる道路に指定されている。
- 常総市坂手町（坂手工業団地入口交差点） - 同市豊岡町（貫通道路入口交差点）（2019年7月31日指定）[27]。

### 重複区間
- 国道294号（茨城県取手市白山三丁目 - 茨城県守谷市小山：5,889 m）[1]
- 茨城県道47号守谷流山線（茨城県守谷市乙子地内）
- 茨城県道46号野田牛久線（茨城県守谷市野木崎地内：155 m）[1]
- 国道354号（常総市豊岡町 地内）

### 道路施設
- 雷神橋（常磐自動車道、守谷市大柏）

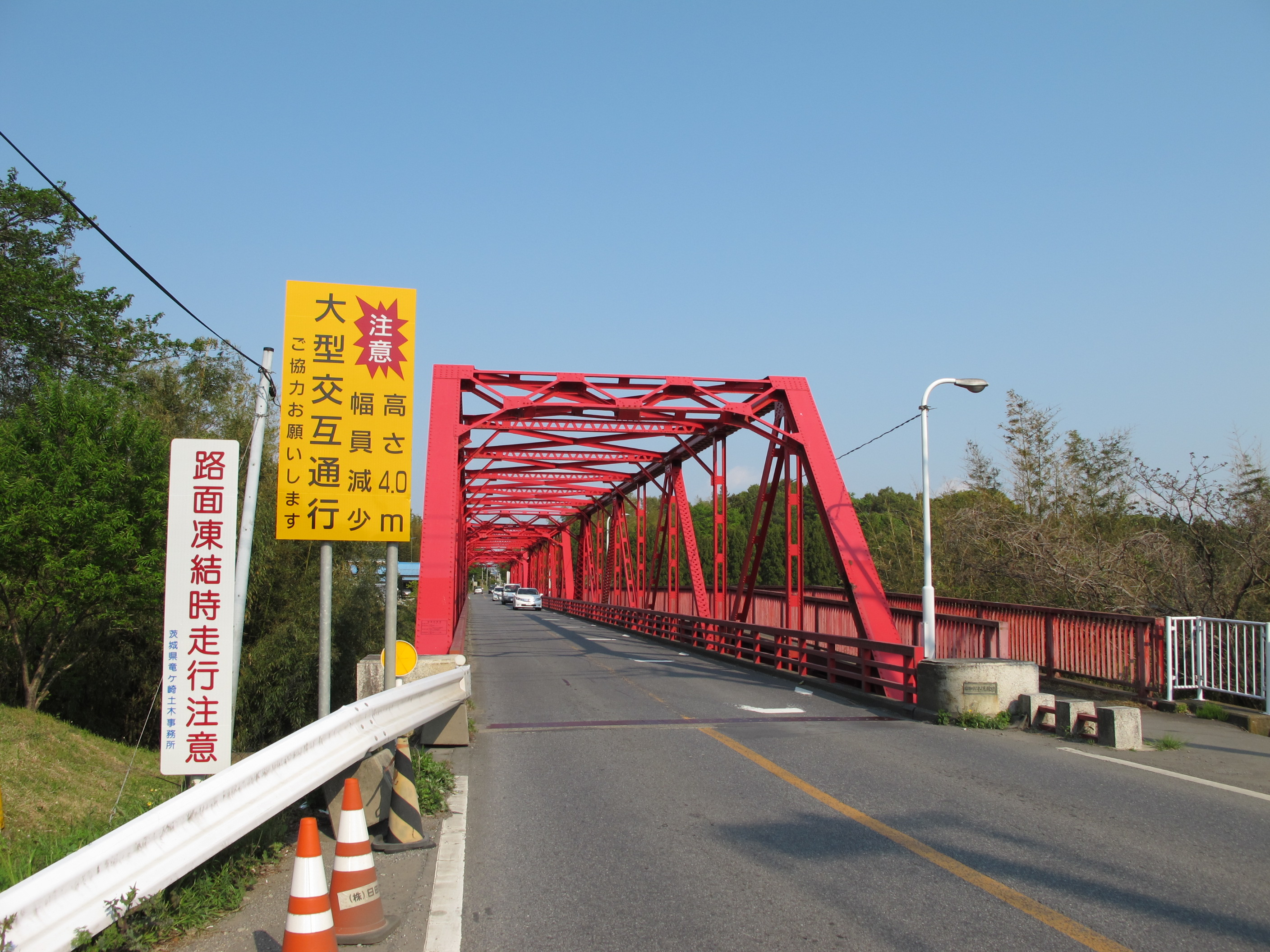
滝下橋

- 大野橋（おおのばし・守谷市野木崎 - 大木）
大野川に架かる1径間桁橋。昭和51年3月竣工。
- 滝下橋（守谷市板戸井）
鬼怒川に架かる赤く塗られた鉄鋼ワーレントラス橋。昭和31年1月竣功。高さ4 m制限で、対向2車線であるが橋で幅員が減少するため大型車は交互通行の規制となっている。

## 地理

### 通過する自治体
- 取手市
- 守谷市
- 常総市

### 交差する道路

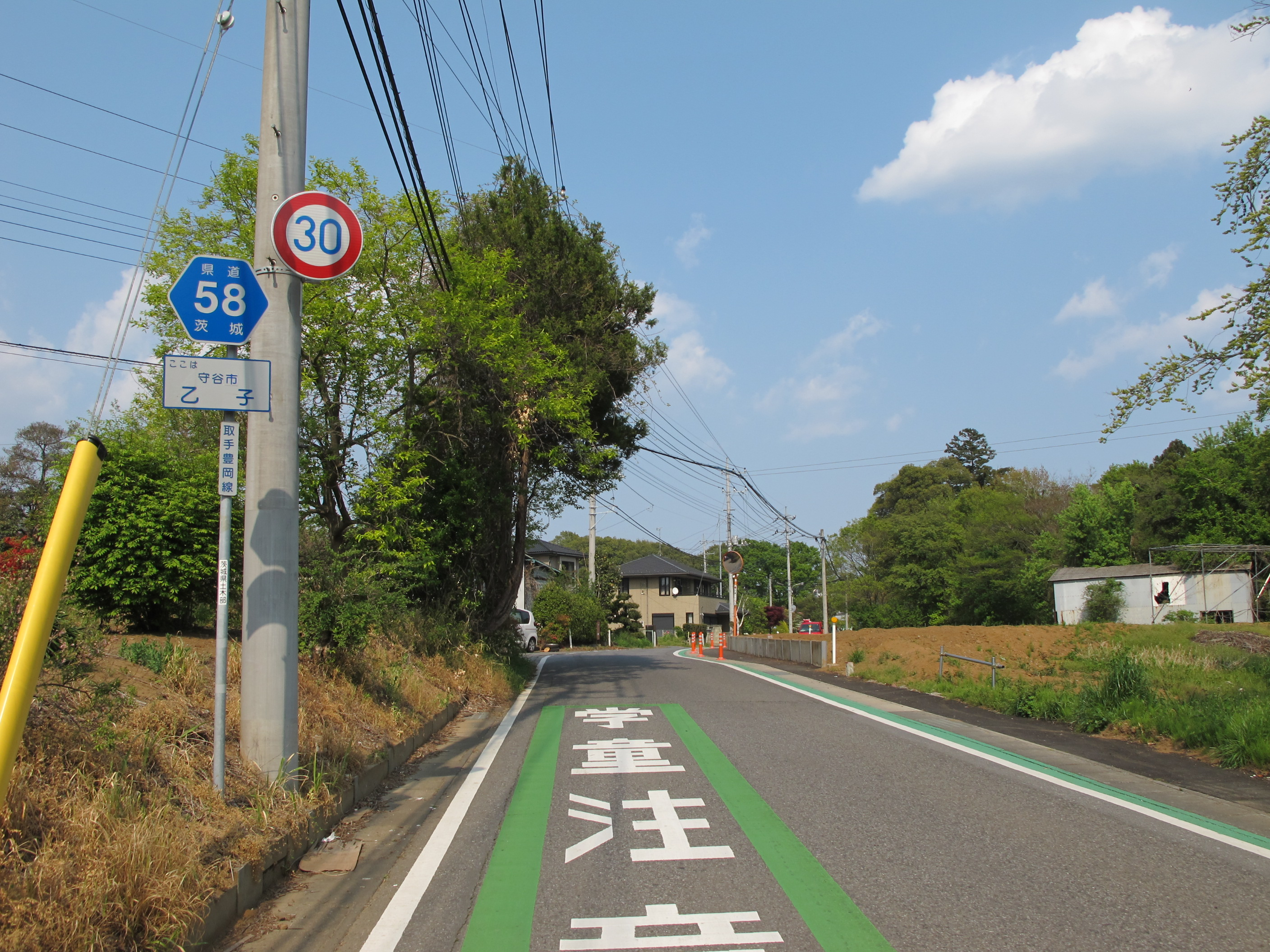
茨城県道58号取手豊岡線
守谷市乙子（2014年4月）

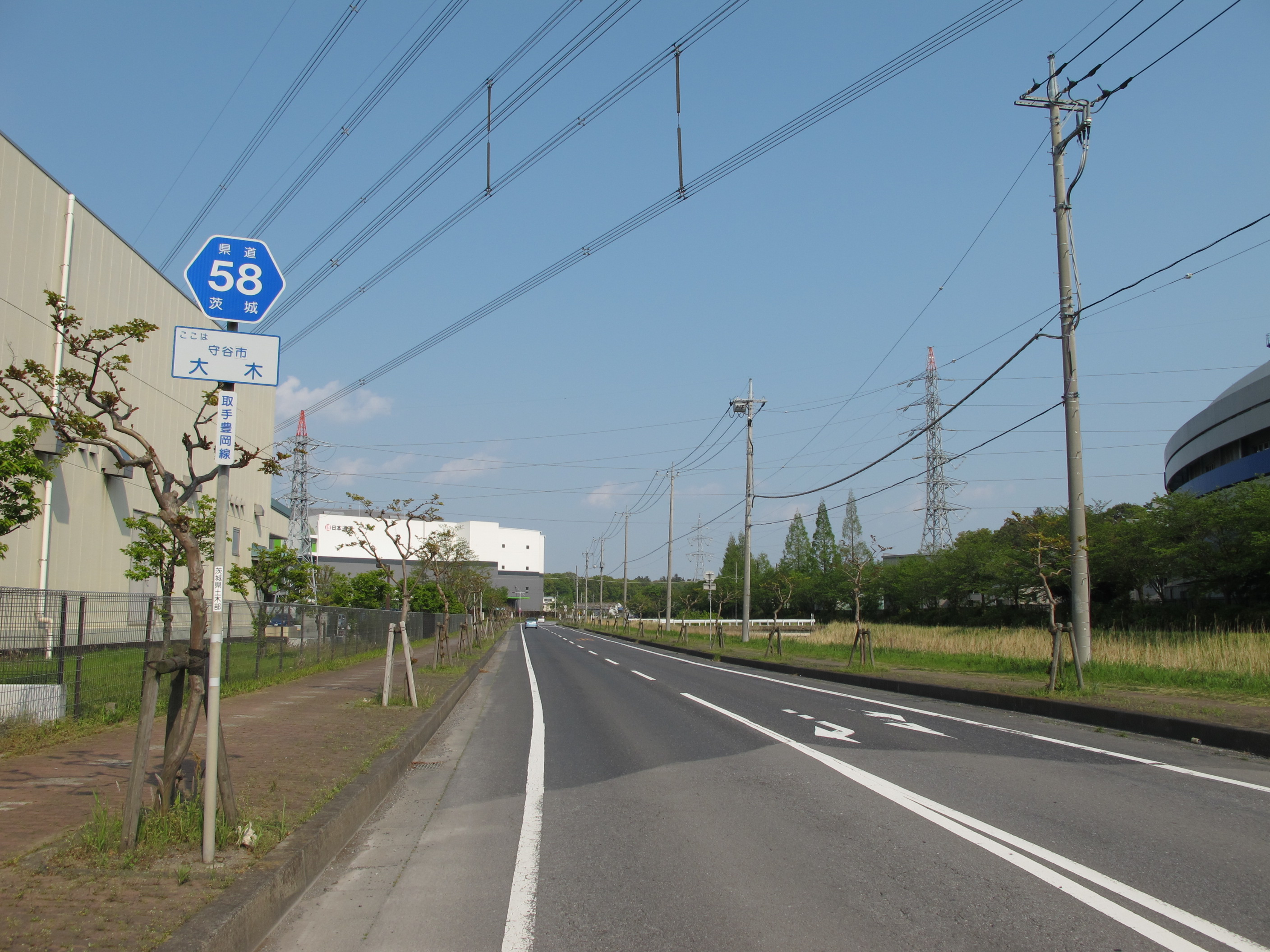
守谷市大木付近のバイパス道
（2014年4月）

- 国道6号（取手市白山・国道294号入口交差点、起点）
- 茨城県道130号常総取手線（取手市寺田）
- 茨城県道251号守谷藤代線（取手市戸頭五丁目）
- 国道294号・茨城県道47号守谷流山線（守谷市本町・乙子交差点）
- 茨城県道47号守谷流山線（守谷市乙子・乙子南交差点）
- 都市軸道路（守谷市大柏 大柏南交差点）
- 茨城県道46号野田牛久線（守谷市野木崎）
- 茨城県道46号野田牛久線バイパス（守谷市緑一丁目 / 立沢 / 野木崎・立沢交差点）※バイパス
- 茨城県道3号つくば野田線、茨城県道329号小山菅生小絹停車場線（常総市菅生町・菅生南交差点）
- 茨城県道252号坂東菅生線（常総市菅生町・菅生交差点）
- 国道354号（常総市豊岡町・貫通道路入口交差点）
- 国道354号（常総市豊岡町）
- 水海道有料道路・国道354号（常総市豊岡町、終点）

### 沿線にある施設など
- 守谷市立高野小学校（守谷市高野）
- アサヒビール茨城工場（守谷市緑）
- もりや工業団地(守谷市緑）
- 茨城県立守谷高等学校（守谷市大木）
- 水海道ゴルフクラブ（常総市坂手町）
- 坂手工業団地（常総市坂手町）
- 水海道消防署絹西出張所（常総市菅生町）
- エラストミックス東京工場（常総市菅生町）
- 水海道ゴルフクラブ（常総市坂手町）
- きぬ総合運動公園（常総市坂手町）